# Massieu (Isèra)
Massieu és un municipi francès situat al departament de la Isèra i a la regió d'Alvèrnia-Roine-Alps. L'any 2007 tenia 750 habitants.

## Demografia

### Població
El 2007 la població de fet de Massieu era de 750 persones. Hi havia 278 famílies de les quals 44 eren unipersonals (24 homes vivint sols i 20 dones vivint soles), 91 parelles sense fills, 115 parelles amb fills i 28 famílies monoparentals amb fills.
La població ha evolucionat segons el següent gràfic:
Habitants censats

### Habitatges
El 2007 hi havia 325 habitatges, 277 eren l'habitatge principal de la família, 20 eren segones residències i 27 estaven desocupats. 308 eren cases i 16 eren apartaments. Dels 277 habitatges principals, 250 estaven ocupats pels seus propietaris, 25 estaven llogats i ocupats pels llogaters i 2 estaven cedits a títol gratuït; 2 tenien dues cambres, 19 en tenien tres, 68 en tenien quatre i 188 en tenien cinc o més. 236 habitatges disposaven pel capbaix d'una plaça de pàrquing. A 97 habitatges hi havia un automòbil i a 171 n'hi havia dos o més.

### Piràmide de població
La piràmide de població per edats i sexe el 2009 era:
| Homes | Edats   | Dones |
| ----- | ------- | ----- |
| 0     | 95 o +  | 0     |
| 0     | 90 a 94 | 4     |
| 0     | 85 a 89 | 0     |
| 4     | 80 a 84 | 12    |
| 16    | 75 a 79 | 8     |
| 0     | 70 a 74 | 16    |
| 12    | 65 a 69 | 0     |
| 12    | 60 a 64 | 8     |
| 0     | 55 a 59 | 8     |
| 32    | 50 a 54 | 12    |
| 32    | 45 a 49 | 40    |
| 36    | 40 a 44 | 28    |
| 40    | 35 a 39 | 28    |
| 16    | 30 a 34 | 32    |
| 20    | 25 a 29 | 16    |
| 28    | 20 a 24 | 28    |
| 28    | 15 a 19 | 20    |
| 40    | 10 a 14 | 28    |
| 28    | 5 a 9   | 36    |
| 16    | 0 a 4   | 16    |

## Economia
El 2007 la població en edat de treballar era de 515 persones, 385 eren actives i 130 eren inactives. De les 385 persones actives 372 estaven ocupades (198 homes i 174 dones) i 13 estaven aturades (5 homes i 8 dones). De les 130 persones inactives 45 estaven jubilades, 51 estaven estudiant i 34 estaven classificades com a «altres inactius».

### Ingressos
El 2009 a Massieu hi havia 278 unitats fiscals que integraven 768 persones, la mediana anual d'ingressos fiscals per persona era de 19.227 €.

### Activitats econòmiques
Dels 31 establiments que hi havia el 2007, 1 era d'una empresa extractiva, 4 d'empreses de fabricació d'altres productes industrials, 9 d'empreses de construcció, 4 d'empreses de comerç i reparació d'automòbils, 2 d'empreses de transport, 2 d'empreses d'informació i comunicació, 2 d'empreses financeres, 4 d'empreses de serveis, 1 d'una entitat de l'administració pública i 2 d'empreses classificades com a «altres activitats de serveis».
Dels 10 establiments de servei als particulars que hi havia el 2009, 2 eren tallers de reparació d'automòbils i de material agrícola, 1 guixaire pintor, 1 fusteria, 1 lampisteria, 3 electricistes, 1 perruqueria i 1 saló de bellesa.
L'any 2000 a Massieu hi havia 15 explotacions agrícoles que ocupaven un total de 427 hectàrees.

## Equipaments sanitaris i escolars
El 2009 hi havia una escola elemental.

## Poblacions més properes
El següent diagrama mostra les poblacions més properes.